# Racing Club de Strasbourg omnisports
Le Racing Club de Strasbourg omnisports est un club omnisports français basé à Strasbourg.

## Histoire de l'omnisports
Un club de football est fondé en 1906 sous le nom de FC Neudorf, mais il devient rapidement un club omnisports. Après la première guerre mondiale, le club évolue désormais en France et prend le nom de Racing Club de Strasbourg en 1919.
Le RC Strasbourg fusionne en 1968 avec l'AS Meinau en raison d'une aire de jeu (football) qui appartenait au second et qui intéressait le premier. Deux ans plus tard, la fusion de ce nouveau club avec les Pierrots repose sur des raisons sportives et financières : les Pierrots viennent de remporter les deux derniers Championnats de France amateurs de football et avaient des ressources ; ce n'était pas le cas du Racing qui avec cette alliance allait se retrouver avec une masse importante de joueurs de qualité et des finances équilibrées. Ainsi est créé le Racing Pierrots Strasbourg-Meinau mais en 1977, le club retrouve son nom de Racing Club de Strasbourg .
L'association du Racing Club de Strasbourg omnisports, association support de l'équipe de football professionnelle jusqu'en 1997 et maintenant indépendante de celle-ci, compte plusieurs sections sportives amateures regroupant arts martiaux, athlétisme, basket-ball, handball, quilles, tennis de table, tir et volley-ball. Le club omnisports comportait également des clubs d'aviron, de gymnastique, de natation, de tennis et une section dédiée à la compétition automobile. Le club de rugby à XV du Racing Club Strasbourg Rugby quitte l'omnisports en 2010.

## Sections du club

### Sections actuelles

#### Athlétisme
La section d'athlétisme existe depuis 1909 à l'époque où le club se nomme encore le FC Neudorf. Dès 1914, une piste d'athlétisme en cendrée est aménagée autour du terrain de football du jardin Haemmerlé. Charles Belling, président du Racing Club de Strasbourg à partir de 1918, remporte les plus importantes compétitions d'athlétisme de l'époque et participe au développement de la section. Les membres du club ayant obtenu les plus grands succès sont le décathlonien Ignace Heinrich, médaillé d'argent aux Jeux olympiques de Londres en 1948 et champion d'Europe à Bruxelles en 1950, et Évelyne Pinard une dizaine de fois championne de France en javelot et pentathlon après la Seconde Guerre mondiale.

#### Basket-ball
La section de basket-ball amateur du club omnisports est créée après la Première Guerre mondiale autour d'une équipe masculine et s'ouvre au basket féminin en 1920. Après la saison 2007-2008 l'équipe féminine qui évolue alors en Nationale féminine 1, deuxième division du championnat de France de basket-ball, sort du giron du club omnisports et prend son autonomie en changeant sa dénomination en Strasbourg Alsace Basket Club, le Racing Omnisports refusant de continuer à assumer le déficit  du basket féminin amateur de haut niveau. Le premier titre de champion départemental du Racing club de Strasbourg basket est remporté par l'équipe masculine. L'équipe féminine devient championne du Bas-Rhin lors de la saison 1956-1957 et dispute son premier championnat de France la saison suivante. La section féminine obtient le titre de champion de France de Nationale 3 en 1975 puis de champion de France de Nationale 2 en 1982 sous l'impulsion notamment de l'internationale française Christine Delmarle arrivée au club en 1980. L'équipe joue alors au plus haut niveau du championnat de France, en Nationale 1 puis dans la Ligue féminine de basket, parvenant à se qualifier pour la Coupe Ronchetti en remportant les play-offs à l'issue de la saison 1995-1996. En 2000 l'équipe féminine descend en Nationale féminine 1, championnat qu'elle remporte en 2004.

#### Handball
Le Racing Club de Strasbourg handball est fondé en 1947. Après un titre de champion de France de Nationale 2 en 1965, le club devient champion de France en 1977. La section handball disparait en 1995 et réapparait en 2006 en remplacement de l'ancien club de la SP Neuhof. Depuis lors le club strasbourgeois évolue en championnat de Nationale 3 qui est le cinquième échelon national.

#### Quilles
Le club de quilles est fondé en 1973. L'équipe strasbourgeoise est championne de France en titre 2007-2008 et dispute régulièrement et avec succès les compétitions internationales.

#### Tennis de table
La section de tennis de table du RCS omnisports est fondée en 1972. Elle compte 80 membres en 2007.

#### Tir
Le club de tir du Racing Omnisports est créé en 1921. Le tireur Michel Bury remporte la médaille d'argent aux Jeux olympiques de Los Angeles en 1984 à la carabine à 50 m tir couché. Il s'agit de la deuxième médaille olympique du Racing Omnisports et de la première médaille olympique française de tir. La section tir organisait à partir du milieu des années 1980 le Master's de Strasbourg, compétition internationale à laquelle participaient les meilleurs tireurs français et mondiaux.

#### Volley-ball
Le club de volley-ball du Racing est fondée en 1961, une équipe féminine étant mise en place en 1972. La section masculine participe au championnat de France de Nationale 1 (plus haut niveau national de l'époque) de 1965 à 1970, remporte la coupe de France des troisièmes divisions en 1985 et participe au championnat de France de Nationale 2 au début des années 1990. En 2012-13, l'équipe masculine termine vice-champion de Nationale 2, et est promu en Championnat de France d'Élite Masculine de volley-ball. En avril 2013, la section est obligée de prendre son autonomie et devient le Strasbourg Volley-Ball.

### Anciennes sections

#### Football
Le club de football professionnel du Racing Club de Strasbourg fait partie de l'omnisports de 1906 à 1997.

#### Rugby à XV
Le club de rugby à XV du Racing club de Strasbourg rugby est une section de l'omnisports jusqu'en 2010.
Le club compte en 2008 près de 600 licenciés ce qui en fait l'un des premiers clubs français au nombre de licenciés. Le club est créé dans les années 1970 par des membres de l'équipe voisine de Cronenbourg. Le Racing devient champion de France de Nationale 3 en 1990 et premier club de l'Est de la France à obtenir ce titre. L'équipe première masculine dispute la saison 2008-2009 en Fédérale 2, qui est le deuxième échelon national du championnat de France de rugby à XV amateur. En 2007-2008, elle atteint les huitièmes de finale de l'épreuve.

## Présidence
Le président de la section tir Alain Baury est élu à la présidence du club omnisports le 8 décembre 2009 en remplacement de Gérard Janus, qui est également président de la section quilles.
| Nom                 | Période            |
| ------------------- | ------------------ |
| Zuhlke              | 1909               |
| R. Berger           | 1909               |
| Louis Becker        | 1910–décembre 1918 |
| Charles Belling     | janvier 1919–1959  |
| Jean-Nicolas Muller | 1959–1971          |
| ...                 | ...                |
| Gérard Janus        | ...-décembre 2009  |
| Alain Baury         | décembre 2009      |